# سید صادق حسینی شیرازی
سیّد صادق حسینی شیرازی (زادهٔ ۱۸ دی ۱۳۲۰) روحانی مسلمان، مجتهد، فقیه، استاد درس خارج فقه و اصولِ حوزهٔ علمیهٔ قم، از مراجع تقلید شیعهٔ ساکن قم و از جمله مراجع تقلید منتقدِ نظام جمهوری اسلامی ایران است.

## زندگی و خانواده
سیّد صادق شیرازی در ۲۰ اوت ۱۹۴۲ در کربلا متولد شد. او از ده سالگی در کربلا زیر نظر پدر خود سید مهدی حسینی شیرازی که از مراجع تقلید آن زمان بود، مراحل مقدمات تحصیلات دینی خود را آغاز کرد و سپس وارد حوزه علمیه شد.
صادق شیرازی از خاندان شیرازی است، خاندانی که نقش مهم و ویژه‌ای در تاریخ روحانیت و مرجعیت شیعه داشته‌اند. برخی از مراجع تقلید معروف شیعه در طول ۱۵۰ سال اخیر از خانوادهٔ او هستند.
وی از سال ۱۳۵۷ هجری خورشیدی (۱۳۹۸ هجری قمری) مشغول تدریس درس خارج فقه و اصول در حوزهٔ علمیهٔ قم است.

### خانواده و خاندان شیرازی
از شخصیت‌های معروف این خانواده عبارت است از:
- میرزای شیرازی صاحب فتوای تحریم تنباکو و از مراجع تقلید شیعه (جد مادری و عموی پدر صادق شیرازی)[۸][۷][۹]
- میرزا محمدتقی شیرازی از مراجع تقلید شیعه (دایی صادق شیرازی)[۸]
- سید عبدالهادی شیرازی از مراجع تقلید شیعه (نوه عموی پدربزرگ صادق شیرازی)[۸]
- سید علی شیرازی از مراجع تقلید شیعه در نجف[۸]
- میرزا مهدی شیرازی از مراجع تقلید شیعه (پدر صادق شیرازی)[۸][۱۰][۱۱]
- سید محمد حسینی شیرازی از مراجع تقلید شیعه (برادر صادق شیرازی)
- سید حسن حسینی شیرازی از مجتهدین شیعه (برادر صادق شیرازی)

وی فرزند سیدمهدی بن میرزا حبیب‌الله بن سید آقابزرگ شیرازی (آقابزرگ برادر میرزای شیرازی) از خاندان شیرازی و برادر سید محمد حسینی شیرازی و دایی سید محمدتقی مدرسی (از مراجع تقلید کنونی) است. شیرازی به همراه برادرش پس از افزایش فشارهای صدام حسین، به ایران و به شهر قم بازگشت.
وی در حوزهٔ علمیه کربلا تحصیل کرد.

## دیدگاه‌ها و اقدامات
- بر خلاف آنچه طرفداران حکومت ایران به شیرازی دربارهٔ سکوت در قبال داعش به او نسبت می‌دهند،[۱۲] مقلدینش به درخواست او، گروه‌های نظامی و شبه نظامی برای دفاع از مقدسات مذهبی و حرم‌های ائمه شیعه و مبارزه با داعش در شهرهای مختلف عراق تشکیل دادند.[نیازمند منبع]

- شیرازی تأکید فراوانی بر استقلال حوزه‌های علمیه و مرجعیت شیعه از حکومت‌ها دارد.[۱۳]
- وی با صدور فتوایی مصادره وثیقه زندانیان سیاسی را به لحاظ شرعی جایز ندانسته و خرید، فروش و هرگونه تصرف در این اموال را غیر مشروع معرفی کرد.[۱۴]
- وی در سخنرانی خود در بهمن ۱۳۸۹، ضمن انتقاد از اعدام‌های ایران پس از انقلاب ۱۳۵۷، آن‌ها را خلاف شیوه و سنت پیامبر اسلام دانست. او در ادامه سرکوب مردم و معترضانی را که خود پایه‌گذار انقلاب بوده‌اند نیز خلاف شیوهٔ حکومتداری اسلام دانست.[۱۵]
- شیرازی، ضمن رد نظریهٔ جدایی دین از سیاست، معتقد به پیوند و ارتباط مطلق بین دین و سیاست است. او معتقد است سیاست اسلام اصیل مغایر با سیاست کنونیِ حاکم بر کشورهای اسلامی است[نیازمند منبع].

- شیرازی در باب موضوع ولایت غیرمعصوم در زمان غیبت ضمن قبول آن، حق زمامداری را متعلق به «شورای فقهای مراجع» می‌داند.[۱۶]
- شیرازی و طرفدارانش ضمن نارضایتی عمیق از سیاست‌های حکومت ایران چندان وارد درگیری تند و مستقیم با این حکومت نمی‌شدند، گرچه از کنایه و انتقاد هم دریغ نمی‌کردند.[۱۷]
- وی خطاب به علی صافی اصفهانی در مورد اقدامات او در زمینهٔ نقد فلسفه و عرفان گفته‌است:[۱۸]

این مسیری که شما در آن قرار دارید (یعنی نقد فلسفه و عرفان و فصلنامهٔ نورالصادق) واجب کفایی است اما وقتی من به الکفایه نباشد می‌شود واجب عینی و چون فعلاً من به الکفایه نیست التزام به این مسائل (یعنی ارائه فصلنامهٔ نورالصادق و تلاش‌های فرهنگی دارالصادق) بر شما واجب عینی است.
- طبق پاسخ وی، روزه‌داران در کشورهای قطبی، که از ساعت ۳ صبح تا ساعت ۱۰ شب روزه‌اند، می‌توانند به وقت شهرهایی که مقدار ساعت روزه‌شان عادی (مثل کربلا) افطار کنند.[نیازمند منبع]

- واحد استفتائات دفتر وی در پاسخ به استفتائی دربارهٔ وحدت اسلامی پاسخ داده‌است که:

 اتحاد اسلامی به دو معنی است: ۱. اتحاد سیاسی مقابل غیر مسلمانان است که قرآن مجید به آن اشاره نموده و فرموده‌است: «وَإِنَّ هَذِهِ أُمَّتُکُمْ أُمَّةً وَاحِدَةً وَأَنَا رَبُّکُمْ فَاتَّقُونِ؛ و این امت شما (در مقابل دشمنان) امتی است واحد و من پروردگار شمایم پس از مخالفت من بپرهیزید» (مؤمنون/۵۲). و این اتحاد سیاسی تنافی با حفظ عقیده خود و ثبات بر تولی و تبری ندارد، زیرا تولی و تبری دو رکن مهم دین و واجب بوده و باید با استدلال و منطق، و به دور از تعصب و عناد بحث و گفتگو کرد تا حق معلوم گردد و پیروی از حق شود.
۲. اتحاد فکری و عقیدتی است که این را قرآن مجید و حدیث شریف رد نموده و قرآن فرموده‌است: «وَاعْتَصِمُواْ بِحَبْلِ اللّهِ جَمِیعًا وَلاَ تَفَرَّقُواْ؛ و همگی به ریسمان خدا (که امیرمؤمنان و اهل بیت عصمت و طهارت طبق تفسیر بوده) چنگ زنید و پراکنده نشوید» (آل عمران/۱۰۳) و صدیقه کبری حضرت فاطمه زهرا سلام الله علیها در فرازی از خطبه فدکیهٔ خود فرمودند: «فجعل الله طاعتنا نظاماً للملّة وامامتنا اماناً للفرقة؛ خدای متعال فرمانبرداری از ما را وسیلهٔ نظام مندی و امامت ما را امان از تفرقه و پراکندگی امت اسلامی قرار داده‌است».
- همچنین در کتاب اسلام و سیاست که از آثار وی می‌باشد، می‌نویسد:هرگونه تفرقه و جداسازی میان مسلمانان، از بدترین محرّمات در اسلام به‌شمار می‌آید که موجب تشتت و پراکندگی امّت واحده و هموار کردن راه برای تسلّط کفار بر جهان اسلام و مسلمانان خواهد بود.[نیازمند منبع]
- وی در مورد تولی و تبری معتقد است:تولی و تبری در گفتار و کردار واجب بوده مگر در موارد تقیه که قرآن در آیه «۲۸» سوره آل عمران: «إِلاَّ أَن تَتَّقُواْ مِنْهُمْ تُقَاةً؛ مگر اینکه از آنان بپرهیزید و تقیه بنمایید» اجازه فرموده‌است.[نیازمند منبع]
- به گفته سجاد نیک آیین از شاگردان شیرازی، او معتقد به اقتصاد بازار آزاد است و باور دارد مدل اقتصادی اسلام، مدل اقتصاد بازار آزاد است[۱۹][نیازمند منبع]
- دفتر استفتائات شیرازی در پاسخ به تکلیف مقلدینش برای شرکت در انتخابات پارلمانی عراق چنین گفته‌است:[نیازمند منبع]

در شرایط فعلی شایسته‌است که همگان در انتخابات عراق شرکت کرده و باید اصلحِ از مؤمنان را انتخاب نمایند.
- او در پاسخ به این که «آیا می‌توان به جای قمه زنی در روز عاشورا، خون خود را اهدا کرد و از ثواب قمه زنی بهره‌مند شد؟» می‌گوید:اهدای خون بسیار مطلوب است، ولکن هیچ چیز جای قمه زدن روز عاشورا را نمی‌تواند بگیرد، لذا مؤمنان و محبان اهل بیت علیهم السلام سعی بر آن داشته باشند که روز عاشورا قمه بزنند و روز میلاد حضرت، خون خود را اهدا نمایند.[نیازمند منبع]

## رابطه با جمهوری اسلامی
شیرازی از جمله مراجع تقلید شیعه ساکن در قم است که انتقادات عمده‌ای به نظام جمهوری اسلامی دارد. او انتقاداتی در زمینه‌های مختلفی از جمله اعدام‌های ایران پس از انقلاب ۱۳۵۷، ولایت فردی مطلقه فقیه و مسائل فقهی همانند مباح بودن بازی با شطرنج و ممنوعیت قمه‌زنی با خمینی کرد. طرفداران حکومت ایران مدعی هستند که دیدگاه‌های خاندان شیرازی متعصبانه است و در تشکیلات مذهبی آن‌ها به مقدسات اهل سنت توهین می‌شود. طرفداران حکومت تأکید دارند که خاندان شیرازی تفسیری خشن از شعائر مذهبی مثل قمه‌زنی را تبلیغ می‌کنند که باعث «وهن دین» می‌شود.
- شامگاه پانزده آبان سال ۱۳۹۵، عده‌ای از مأموران امنیتی حکومت ایران به مرکز نشر آثار فرهنگی این روحانی وارد شده و کتاب‌های او را ضبط کردند.[۲۲]
- صبح روز سه شنبه ۱۵ اسفند سال ۱۳۹۶ مأموران اطلاعاتی ایران خودروی وی را محاصره کرده، و پس از ضرب و شتم فرزندش، او را بازداشت کردند.[۲۳]
- وب سایت این مرجع تقلید که تنها محلی برای اظهارنظرهای رسمی و مسائل شرعی است در ایران فیلتر شد.[۲۴]
- او و طرفدارانش از سوی بعضی رسانه‌های نزدیک به اصولگرایان به عنوان مروج شیعه «شیعه انگلیسی» خطاب می‌شوند.[۲۵] علی افشاری از اعضای سابق شورای مرکزی دفتر تحکیم وحدت دلیل این اتهام را این‌گونه برمی‌شمارد:[۲۶]دلیل این اتهام زنی بلااستناد فعالیت شبکه‌های ماهواره‌ای وابسته به این مرجع تقلید شیعه در لندن است. در حالی که نظام در استانداردی دوگانه فعالیت مراکز مذهبی وابسته به ولی فقیه در بریتانیا را مصداق وابستگی به انگلستان نمی‌داند!
- شیرازی و طرفدارانش از سوی طرفداران حکومت ایران متهم به دامن زدن به اختلافات مذهبی بین شیعه و سنی شده‌اند.[۲۵]
- همچنین او بخاطر توصیه به قمه زنی مورد انتقاد طرفداران حکومت ایران قرار گرفته‌است.

## مؤسسات
وی پایه‌گذار تعداد زیادی حوزه علمیه و حسینیه، مسجد، مدرسه، کتابخانه،انتشارات و درمانگاه، مؤسسات قرض‌الحسنه و شبکهٔ ماهواره‌ای اسلامی و رادیویی بوده‌است.
بیش از ۱۸ شبکهٔ ماهواره‌ای و ۳ شبکهٔ رادیویی، توسط مقلدان شیرازی اداره می‌شوند. شبکه ماهواره‌ای مرجعیت تنها شبکهٔ رسمی وابسته به دفتر اوست این شبکه‌ها با هدف نشر عقاید اسلام و تشیع تأسیس شده‌اند و برنامه‌های آن‌ها به تبلیغ و ترویج تشیع در سرتاسر جهان می‌پردازد.

## کتاب‌ها
آثار وی شامل کتاب‌های علمی، کتاب‌های اعتقادی، کتاب‌های فرهنگی، رجال و شخصیت‌ها و احکام و استفتاءات است. آثار زیر از تألیفات وی است:
- بیان الفقه فی شرح عروة الوثقی (با مجلدات و موضوعات متعدد)[۲۷]
- بیان الاصول (۱۰ جلد): (در علم اصول)
- تمهیدات فی الاقتصاد الإسلامی
- السیاسة من واقع الاسلام: (ترجمهٔ فارسی آن «اسلام و سیاست»)
- الوالد: این کتاب شامل فرازهایی از زندگانی سید میرزا مهدی شیرازی (پدر او) است.
- "شرح تبصرة المتعلمین (۲ جلد)"|
- "شرح اللمعة الدمشقیة (۱۰ جلد)"
- "شرح السیوطی (۲ جلد، تألیف سال ۱۳۴۶ش)"
- "توضیح شرائع الاسلام (۴ جلد، تألیف سال ۱۳۴۷ش)"
- "الموجز فی المنطق (تألیف سال ۱۳۴۴ش)"
- "علی علیه السلام فی القرآن (۲ جلد)"
- "فاطمة الزهرا علیها السلام فی القرآن"
- "حقایق عن الشیعة"
- "المهدی عجل الله تعالی فرجه الشریف فی القرآن"
- "المهدی عجل الله تعالی فرجه الشریف فی السنة"
- "اهل البیت علیهم السلام فی القرآن"
- "القیاس فی الشریعة الإسلامیة"
- "صلاة الجماعة"
- "الربا المشکلة الاقتصادیة"
- "الخمر کولیرا المجتمع"
- "الطریق الی بنک اسلامی (تألیف سال ۱۳۵۱ش)"
- "العقوبات فی الاسلام"
- "قصص توجیهیة"
- "مساوئ السفور"

تألیفات وی که به زبان فارسی نوشته یا ترجمه شده‌اند:
- "نسیم هدایت (۱)"
- "نسیم هدایت(۲)"
- "نسیم هدایت(۳)"
- "نسیم هدایت(۴)"
- "رساله توضیح المسائل"
- "ای ابوذر این گونه باش"
- "انوار حسینی"
- "رمضان و شیوه بندگی"
- "امام حسین (علیه السّلام) و تحمل مصائب"
- "خون سیدالشهدا (علیه السلام) و مسئولیت ما"
- "غدیر چشمه زلال ولایت"
- "درسنامه امام صادق (علیه السلام)"
- "کشتی بان هدایت"
- "راز زیارت کربلا"
- "شمیم رحمت"
- "شام غربت دین"
- "کیست فاطمه؟!"
- "گنجینه حکایات"
- "علم سودمند"
- "بیان احکام «روزه»"
- "قبسی از غدیر"
- "شناخت اسلام و تبلیغ جهانی"
- "غدیر و عاشورا"
- "عاشورا و شبهه افکنان"
- "غدیر موهبتی برای جهانیان"
- "زیور خوبان؛ شرح دعای مکارم الاخلاق"